# 周寵
周寵（？年—？年），字君錫，號東山，浙江台州府临海县人，軍籍。明朝政治人物。

## 生平
嘉靖元年（1522年）壬午科浙江鄉試舉人，五年（1526年）丙戌科第三甲第五十一名進士，初授仪真县知县，以才能调任江西永丰县，十年三月选授江西道試御史，巡按山东，十二年四月京察免职。